# Tric Trac d'or
 (novembre 2024).

Le Tric Trac d'or est une récompense décernée chaque année à un jeu de société par le site Web francophone Tric Trac.

## Catégories
À l'édition 2015, des différentes catégories de prix ont été introduites[source secondaire souhaitée] :
- « Ameritrash », au meilleur jeu à « l'américaine » ou « celui où le thème et l'immersion prévalent »[1],
- « Auteur », au meilleur concepteur de jeux de l'année,
- « Enfant », au meilleur jeu pour les petits,
- « Famille », au meilleur jeu familial,
- « Kubenbois », au meilleur jeu de gestion[2],
- « Éditeur », au meilleur éditeur de jeux,
- « Illustrateur », au meilleur illustrateur de jeux,
- « Wargame », au meilleur jeu de bataille[3].

Cette liste a été modifiée en 2018, où deux catégories ont été ajoutées et deux autres supprimées[source secondaire souhaitée] :
- « Amateur », au meilleur jeu de gestion sans mal de crâne,
- « Expert », au meilleur jeu pour experts joueurs,
- Ameritrash (supprimée),
- Kubenbois (supprimée).

## Jeux récompensés
| Année | Prix                | Jeu                                     | Auteur(s)                                                                         | Illustrations                                                                 | Éditeur (France)                                        | Autres finalistes | Lieu                                                                                 | Réf.   |
| 2001  | Tric Trac d’or      | Médina                                  | Stefan Dorra                                                                      | Mathias Dietze                                                                | Hans im Glück                                           | Contrario, Gnadenlos, Limits, Les Loups-garous de Thiercelieux et Royal Turf Sélection enfants (dans l'ordre): Villa Palleti, Les monstres farceurs et Rüsselbande | Orléans                                                                              | [ 4 ]  |
| 2001  | Tric Trac d'argent  | Bali                                    | Uwe Rosenberg                                                                     | Claus Stephan                                                                 | Kosmos                                                  | Contrario, Gnadenlos, Limits, Les Loups-garous de Thiercelieux et Royal Turf Sélection enfants (dans l'ordre): Villa Palleti, Les monstres farceurs et Rüsselbande | Orléans                                                                              | [ 4 ]  |
| 2001  | Tric Trac de bronze | La Fureur des Dieux                     | Dominique Ehrhard                                                                 |                                                                               | Jumbo                                                   | Contrario, Gnadenlos, Limits, Les Loups-garous de Thiercelieux et Royal Turf Sélection enfants (dans l'ordre): Villa Palleti, Les monstres farceurs et Rüsselbande | Orléans                                                                              | [ 4 ]  |
| 2002  | Tric Trac d’or      | Dschunke                                | Michael Schacht                                                                   | Christof Tisch, Jörg Asselborn et die Basis                                   | Queen Games                                             | Armada 3, AttaKuBe, Crazy Circus, Du Cap jusqu'au Caire, Fantasy business, Gargon, Hands Up, La guerre des moutons, Mamba, Pueblo, Puerto Rico, San Marco, Shendao, Slam Dunk The Simpsons, Tony & Tino, Tops et Zoosim | Orléans                                                                              | [ 5 ]  |
| 2002  | Tric Trac d'argent  | Mexica                                  | Wolfgang Kramer et Michael Kiesling                                               | Franz Vohwinkel                                                               | Ravensburger et Rio Grande Games                        | Armada 3, AttaKuBe, Crazy Circus, Du Cap jusqu'au Caire, Fantasy business, Gargon, Hands Up, La guerre des moutons, Mamba, Pueblo, Puerto Rico, San Marco, Shendao, Slam Dunk The Simpsons, Tony & Tino, Tops et Zoosim | Orléans                                                                              | [ 5 ]  |
| 2002  | Tric Trac de bronze | Himalaya sous le nom Marchands d’Empire | Régis Bonnessée                                                                   | Johann Aumaître et David Cochard                                              | Tilsit                                                  | Armada 3, AttaKuBe, Crazy Circus, Du Cap jusqu'au Caire, Fantasy business, Gargon, Hands Up, La guerre des moutons, Mamba, Pueblo, Puerto Rico, San Marco, Shendao, Slam Dunk The Simpsons, Tony & Tino, Tops et Zoosim | Orléans                                                                              |        |
| 2003  | Tric Trac d’or      | Edel, Stein & Reich                     | Reinhard Staupe                                                                   | Oliver Freudenreich                                                           | Alea et Ravensburger                                    | Age of Steam, Amun-Re, Ballon Cup, La Crique des Pirates, Magna Grecia, Mare Nostrum, PitchCar, Serengeti, Squad seven, Unanimo et Bang! | Orléans                                                                              | [ 6 ]  |
| 2003  | Tric Trac d'argent  | La Crique des Pirates                   | Paul Randles et Daniel Stahl                                                      | Julien Delval et Cyrille Daujean                                              | Days of Wonder                                          | Age of Steam, Amun-Re, Ballon Cup, La Crique des Pirates, Magna Grecia, Mare Nostrum, PitchCar, Serengeti, Squad seven, Unanimo et Bang! | Orléans                                                                              | [ 6 ]  |
| 2003  | Tric Trac de bronze | Gang of Four                            | Lee F. Yih                                                                        | Cyrille Daujean et Franck Achard                                              | Days of Wonder                                          | Age of Steam, Amun-Re, Ballon Cup, La Crique des Pirates, Magna Grecia, Mare Nostrum, PitchCar, Serengeti, Squad seven, Unanimo et Bang! | Orléans                                                                              | [ 6 ]  |
| 2004  | Tric Trac d’or      | Sankt Petersburg                        | Michael Tummelhofer                                                               | Doris Matthäus                                                                | Hans im Glück et Rio Grande Games                       | Attika, Les Aventuriers du Rail, La Danse des œufs, Dungeon Twister, La Guerre de l'Anneau, Mémoire 44 et Yinsh | Rennes                                                                               | [ 7 ]  |
| 2004  | Tric Trac d'argent  | Funkenschlag                            | Friedemann Friese                                                                 | PeKa Rache et Maren Rache                                                     | 2F-Spiele                                               | Attika, Les Aventuriers du Rail, La Danse des œufs, Dungeon Twister, La Guerre de l'Anneau, Mémoire 44 et Yinsh | Rennes                                                                               | [ 7 ]  |
| 2004  | Tric Trac de bronze | Santiago                                | Claudia Hely et Roman Pelek                                                       | Oliver Freudenreich                                                           | Amigo et Z-Man Games                                    | Attika, Les Aventuriers du Rail, La Danse des œufs, Dungeon Twister, La Guerre de l'Anneau, Mémoire 44 et Yinsh | Rennes                                                                               | [ 7 ]  |
| 2005  | Tric Trac d’or      | Caylus                                  | William Attia                                                                     | Arnaud Demaegd                                                                | Ystari Games                                            | Ca$h'n Gun$, Heroscape, Louis XIV, Manilla, No Merci, Turquoise et Ys | Grenoble                                                                             | [ 8 ]  |
| 2005  | Tric Trac d'argent  | Time's Up!                              | Peter Sarrett                                                                     |                                                                               | Repos Production, R&R Games et Asmodée                  | Ca$h'n Gun$, Heroscape, Louis XIV, Manilla, No Merci, Turquoise et Ys | Grenoble                                                                             | [ 8 ]  |
| 2005  | Tric Trac de bronze | Les Chevaliers de la Table Ronde        | Bruno Cathala et Serge Laget                                                      | Julien Delval                                                                 | Days of Wonder                                          | Ca$h'n Gun$, Heroscape, Louis XIV, Manilla, No Merci, Turquoise et Ys | Grenoble                                                                             | [ 8 ]  |
| 2006  | Tric Trac d’or      | Yspahan                                 | Sébastien Pauchon                                                                 | Arnaud Demaegd                                                                | Ystari Games                                            | Du Balai !, Elasund - Die erste Stadt, Mana, Mr Jack, Mykerinos, La Nuit des magiciens, Pingouin, Reef Encounter, Santy Anno et Siam | Liège                                                                                | [ 9 ]  |
| 2006  | Tric Trac d'argent  | Leonardo da Vinci                       | (Acchittocca), Flaminia Brasini, Virginio Gigli, Stefano Luperto et Antonio Tinto | Stefano De Fazi                                                               | DaVinci Games, Tilsit, Abacusspiele et Mayfair Games    | Du Balai !, Elasund - Die erste Stadt, Mana, Mr Jack, Mykerinos, La Nuit des magiciens, Pingouin, Reef Encounter, Santy Anno et Siam | Liège                                                                                | [ 9 ]  |
| 2006  | Tric Trac de bronze | Antike                                  | Mac Gerdts (en)                                                                   | Alexander Jung                                                                | Eggertspiele                                            | Du Balai !, Elasund - Die erste Stadt, Mana, Mr Jack, Mykerinos, La Nuit des magiciens, Pingouin, Reef Encounter, Santy Anno et Siam | Liège                                                                                | [ 9 ]  |
| 2007  | Tric Trac d’or      | Les Princes de Florence                 | Richard Ulrich et Wolfgang Kramer                                                 | Eckhardt Freytag et Arnaud Demaegd                                            | Ystari Games, Pro Ludo, Nexus Editrice et Quined Games  | BattleLore, Caylus Magna Carta, Horreur à Arkham, Imperial, Notre Dame, Pitch Bowl et Taluva | Montcuq                                                                              | [ 10 ] |
| 2007  | Tric Trac d'argent  | Shogun                                  | Dirk Henn                                                                         | Michael Menzel                                                                | Queen Games                                             | BattleLore, Caylus Magna Carta, Horreur à Arkham, Imperial, Notre Dame, Pitch Bowl et Taluva | Montcuq                                                                              | [ 10 ] |
| 2007  | Tric Trac de bronze | Les Piliers de la Terre                 | Michael Rieneck (de) et Stefan Stadler (de)                                       |                                                                               | Filosofia                                               | BattleLore, Caylus Magna Carta, Horreur à Arkham, Imperial, Notre Dame, Pitch Bowl et Taluva | Montcuq                                                                              | [ 10 ] |
| 2008  | Tric Trac d’or      | Agricola                                | Uwe Rosenberg                                                                     | Klemens Franz                                                                 | Rio Grande Games et Ystari Games                        | L'Âge de Pierre, Amyitis, L’Année du Dragon, Brass, Jamaica, Kahmaté et Metropolys | Bourges                                                                              | [ 11 ] |
| 2008  | Tric Trac d'argent  | Pandémie                                | Matt Leacock                                                                      | Joshua Cappel                                                                 | Filosofia                                               | L'Âge de Pierre, Amyitis, L’Année du Dragon, Brass, Jamaica, Kahmaté et Metropolys | Bourges                                                                              | [ 11 ] |
| 2008  | Tric Trac de bronze | Race for the galaxy                     | Tom Lehmann                                                                       | Wei-Hwa Huang, Claus Stephan et Martin Hoffmann                               | Rio Grande Games et Ystari Games                        | L'Âge de Pierre, Amyitis, L’Année du Dragon, Brass, Jamaica, Kahmaté et Metropolys | Bourges                                                                              | [ 11 ] |
| 2009  | Tric Trac d’or      | Small World                             | Philippe Keyaerts                                                                 | Cyrille Daujean et Miguel Coimbra                                             | Days of Wonder                                          | Dominion, Battlestar Galactica, Art Moderne, Les Géants de l'île de Pâques, Ghost Stories, Dice Town et Tokyo Train | Lerné                                                                                | [ 12 ] |
| 2009  | Tric Trac d'argent  | Le Havre (en)                           | Uwe Rosenberg                                                                     | Klemens Franz                                                                 | Ystari Games                                            | Dominion, Battlestar Galactica, Art Moderne, Les Géants de l'île de Pâques, Ghost Stories, Dice Town et Tokyo Train | Lerné                                                                                | [ 12 ] |
| 2009  | Tric Trac de bronze | Dixit                                   | Jean-Louis Roubira                                                                | Marie Cardouat                                                                | Libellud                                                | Dominion, Battlestar Galactica, Art Moderne, Les Géants de l'île de Pâques, Ghost Stories, Dice Town et Tokyo Train | Lerné                                                                                | [ 12 ] |
| 2010  | Tric Trac d’or      | 7 Wonders                               | Antoine Bauza                                                                     | Miguel Coimbra                                                                | Repos Production                                        | Cyclades, La Havane, Jaipur, Mr Jack Pocket, Claustrophobia, Gosu et Rallyman | Orléans                                                                              | [ 13 ] |
| 2010  | Tric Trac d'argent  | Endeavor                                | Carl de Visser et Jarratt Gray                                                    | Joshua Cappel                                                                 | Ystari Games                                            | Cyclades, La Havane, Jaipur, Mr Jack Pocket, Claustrophobia, Gosu et Rallyman | Orléans                                                                              | [ 13 ] |
| 2010  | Tric Trac de bronze | Dungeon Lords                           | Vlaada Chvatil                                                                    |                                                                               | Iello                                                   | Cyclades, La Havane, Jaipur, Mr Jack Pocket, Claustrophobia, Gosu et Rallyman | Orléans                                                                              | [ 13 ] |
| 2011  | Tric Trac d’or      | Troyes                                  | Sébastien Dujardin, Xavier Georges et Alain Orban                                 | Alexandre Roche                                                               | Pearl games                                             | Navegador, Civilization, Through the Ages, La gloire de Rome, The Boss, Norenberc et Sobek | Les Sables-d'Olonne                                                                  | [ 14 ] |
| 2011  | Tric Trac d'argent  | Olympos                                 | Philippe Keyaerts                                                                 | Arnaud Demaegd                                                                | Ystari                                                  | Navegador, Civilization, Through the Ages, La gloire de Rome, The Boss, Norenberc et Sobek | Les Sables-d'Olonne                                                                  | [ 14 ] |
| 2011  | Tric Trac de bronze | Les Châteaux de Bourgogne               | Stefan Feld                                                                       | Harald Lieske et Julien Delval                                                | Ravensburger                                            | Navegador, Civilization, Through the Ages, La gloire de Rome, The Boss, Norenberc et Sobek | Les Sables-d'Olonne                                                                  | [ 14 ] |
| 2012  | Tric Trac d’or      | Myrmes                                  | Yoann Levet                                                                       | Arnaud Demaegd                                                                | Ystari                                                  | Archipelago, Eclipse, Sherlock Holmes détective conseil, Seasons, Tournay, Takenoko et Noé | Différents comités en France et ailleurs. Jury d'environ 200 joueurs.                | [ 15 ] |
| 2012  | Tric Trac d'argent  | Trajan                                  | Stefan Feld                                                                       | Jo Hartwig                                                                    | Gigamic                                                 | Archipelago, Eclipse, Sherlock Holmes détective conseil, Seasons, Tournay, Takenoko et Noé | Différents comités en France et ailleurs. Jury d'environ 200 joueurs.                | [ 15 ] |
| 2012  | Tric Trac de bronze | Descendance                             | Inka Brand et Marcus Brand                                                        | Dennis Lohausen                                                               | Gigamic                                                 | Archipelago, Eclipse, Sherlock Holmes détective conseil, Seasons, Tournay, Takenoko et Noé | Différents comités en France et ailleurs. Jury d'environ 200 joueurs.                | [ 15 ] |
| 2013  | Tric Trac d’or      | Terra Mystica                           | Jens Drögemüller et Helge Ostertag                                                | Dennis Lohausen                                                               | Filosofia                                               | Ginkgopolis, Zombicide, Augustus, Andor, Libertalia, Western Town et Room 25 | Jury officiel à Lille plus un vote en ligne.                                         | [ 16 ] |
| 2013  | Tric Trac d'argent  | Tzolk’in – Le calendrier maya           | Daniele Tascini et Simone Luciani                                                 | Milan Vavro                                                                   | Iello                                                   | Ginkgopolis, Zombicide, Augustus, Andor, Libertalia, Western Town et Room 25 | Jury officiel à Lille plus un vote en ligne.                                         | [ 16 ] |
| 2013  | Tric Trac de bronze | Keyflower                               | Richard Breese et Sebastian Bleasdale                                             | Gemma Tegelaers et Juliet Breese                                              | Gigamic                                                 | Ginkgopolis, Zombicide, Augustus, Andor, Libertalia, Western Town et Room 25 | Jury officiel à Lille plus un vote en ligne.                                         | [ 16 ] |
| 2014  | Tric Trac d’or      | Five Tribes                             | Bruno Cathala                                                                     | Clément Masson                                                                | Days of Wonder                                          | Abyss, Bruxelles 1893, Spyrium, Medieval Academy, Concept, Koryo et 30 Carats | Jury officiel à Lille plus un vote en ligne.                                         | [ 17 ] |
| 2014  | Tric Trac d'argent  | Lewis & Clark                           | Cédrick Chaboussit                                                                | Vincent Dutrait                                                               | Ludonaute                                               | Abyss, Bruxelles 1893, Spyrium, Medieval Academy, Concept, Koryo et 30 Carats | Jury officiel à Lille plus un vote en ligne.                                         | [ 17 ] |
| 2014  | Tric Trac de bronze | Splendor                                | Marc André                                                                        | Pascal Quidault                                                               | Space cowboys                                           | Abyss, Bruxelles 1893, Spyrium, Medieval Academy, Concept, Koryo et 30 Carats | Jury officiel à Lille plus un vote en ligne.                                         | [ 17 ] |
| 2015  | Tric Trac d’or      | 7 Wonders Duel                          | Bruno Cathala et Antoine Bauza                                                    | Miguel Coimbra                                                                | Repos Production                                        | Deus, T.I.M.E Stories, Elysium, Dead of Winter - À la croisée des chemins, Shakespeare, Star Wars : Assaut sur l’Empire et Loony Quest | Jury officiel à Lille plus un vote en ligne par catégorie, puis parmi 10 finalistes. | [ 18 ] |
| 2015  | Tric Trac d'argent  | Mysterium                               | Oleg Sidorenko et Oleksandr Nevskiy                                               | Igor Burlakov et Xavier Collette                                              | Libellud                                                | Deus, T.I.M.E Stories, Elysium, Dead of Winter - À la croisée des chemins, Shakespeare, Star Wars : Assaut sur l’Empire et Loony Quest | Jury officiel à Lille plus un vote en ligne par catégorie, puis parmi 10 finalistes. | [ 18 ] |
| 2015  | Tric Trac de bronze | Colt Express                            | Christophe Raimbault                                                              | Jordi Valbuena                                                                | Ludonaute                                               | Deus, T.I.M.E Stories, Elysium, Dead of Winter - À la croisée des chemins, Shakespeare, Star Wars : Assaut sur l’Empire et Loony Quest | Jury officiel à Lille plus un vote en ligne par catégorie, puis parmi 10 finalistes. | [ 18 ] |
| 2016  | Tric Trac d’or      | Scythe                                  | Jamey Stegmaier                                                                   | Jakub Różalski                                                                | Stonemaier Games                                        | Isle of Skye, Mombasa, Star Wars: Rebellion, Orléans, Kingdomino, Celestia, Imagine | Jury officiel à Lille plus un vote en ligne par catégorie, puis parmi 10 finalistes. | [ 19 ] |
| 2016  | Tric Trac d'argent  | Codenames                               | Vlaada Chvátil                                                                    | Stéphane Gantiez et Tomas Kucerovsky                                          | Iello et Czech Games Edition                            | Isle of Skye, Mombasa, Star Wars: Rebellion, Orléans, Kingdomino, Celestia, Imagine | Jury officiel à Lille plus un vote en ligne par catégorie, puis parmi 10 finalistes. | [ 19 ] |
| 2016  | Tric Trac de bronze | Conan                                   | Frédéric Henry                                                                    | Georges Cl4renko, Adrian Smith, Xavier Collette, Kekai Kotaki, Naïade et Brom | Monolith                                                | Isle of Skye, Mombasa, Star Wars: Rebellion, Orléans, Kingdomino, Celestia, Imagine | Jury officiel à Lille plus un vote en ligne par catégorie, puis parmi 10 finalistes. | [ 19 ] |
| 2017  | Tric Trac d’or      | The 7th Continent                       | Ludovic Roudy et Bruno Sautter                                                    | Ludovic Roudy                                                                 | Serious Poulp                                           | Flamme Rouge, Great Western, Outlive, Pillards de la mer du Nord, Dice Forge, Century : La route des épices, Magic Maze | Vote en ligne par catégorie, puis parmi 10 finalistes.                               | [ 20 ] |
| 2017  | Tric Trac d'argent  | Terraforming Mars                       | Jacob Fryxelius                                                                   | Isaac Fryxelius                                                               | FryxGames et Intrafin                                   | Flamme Rouge, Great Western, Outlive, Pillards de la mer du Nord, Dice Forge, Century : La route des épices, Magic Maze | Vote en ligne par catégorie, puis parmi 10 finalistes.                               | [ 20 ] |
| 2017  | Tric Trac de bronze | Unlock! Escape Adventures               | Cyril Demaegd, Thomas Cauet et Alice Carroll                                      | Arnaud Demaegd, Legruth, Pierre Santamaria et Florian de Gesincourt           | Space Cowboys                                           | Flamme Rouge, Great Western, Outlive, Pillards de la mer du Nord, Dice Forge, Century : La route des épices, Magic Maze | Vote en ligne par catégorie, puis parmi 10 finalistes.                               | [ 20 ] |
| 2018  | Tric Trac d’or      | Clank !                                 | Paul Dennen                                                                       |                                                                               | Renegade Game                                           | Decrypto, Ganymede, Clans of Caledonia, Anachrony, Chronicles of Crimes, Queendomino, The Mind | Vote en ligne par catégorie puis parmi 10 finalistes.                                | [ 21 ] |
| 2018  | Tric Trac d'argent  | Azul                                    | Michael Kiesling                                                                  | Chris Quilliams                                                               | Plan B Games                                            | Decrypto, Ganymede, Clans of Caledonia, Anachrony, Chronicles of Crimes, Queendomino, The Mind | Vote en ligne par catégorie puis parmi 10 finalistes.                                | [ 21 ] |
| 2018  | Tric Trac de bronze | Welcome to...                           | Benoit Turpin                                                                     | Anne Heidsieck                                                                | Blue Cocker et Blackrock Games                          | Decrypto, Ganymede, Clans of Caledonia, Anachrony, Chronicles of Crimes, Queendomino, The Mind | Vote en ligne par catégorie puis parmi 10 finalistes.                                | [ 21 ] |
| 2019  | Tric Trac d’or      | It's a Wonderful World                  | Frédéric Guérard                                                                  | Anthony Wolff                                                                 | La Boite de Jeu et Origames                             | Root, Solenia, Just One, Pharaon, Underwater Cities, Coimbra, Little Town, Zombie Kidz Evolution, Detective Club, Ma Première Aventure : En Quête Du Dragon, Draftosaurus | Vote en ligne par catégorie puis parmi 10 finalistes.                                | [ 22 ] |
| 2019  | Tric Trac d'argent  | Wingspan                                | Elizabeth Hargrave                                                                | Beth Sobel                                                                    | Matagot                                                 | Root, Solenia, Just One, Pharaon, Underwater Cities, Coimbra, Little Town, Zombie Kidz Evolution, Detective Club, Ma Première Aventure : En Quête Du Dragon, Draftosaurus | Vote en ligne par catégorie puis parmi 10 finalistes.                                | [ 22 ] |
| 2019  | Tric Trac de bronze | Res Arcana                              | Thomas Lehmann                                                                    | Julien Delval                                                                 | Sand Castle Games                                       | Root, Solenia, Just One, Pharaon, Underwater Cities, Coimbra, Little Town, Zombie Kidz Evolution, Detective Club, Ma Première Aventure : En Quête Du Dragon, Draftosaurus | Vote en ligne par catégorie puis parmi 10 finalistes.                                | [ 22 ] |
| 2020  | Tric Trac d’or      | Nidavellir                              | Serge Laget                                                                       | Jean-Marie Minguez                                                            | Grrre Games                                             | [kosmopoli:t], Barrage, Fiesta de los Muertos, Trek 12, Conspiracy (Abyss Universe), Cryptide, Top Ten |                                                                                      |        |
| 2020  | Tric Trac d'argent  | Maracaïbo                               | Alexandre Pfister                                                                 | Andreas Resch, Fiore GmBH et Aline Kirrmann                                   | Super Meeple                                            | [kosmopoli:t], Barrage, Fiesta de los Muertos, Trek 12, Conspiracy (Abyss Universe), Cryptide, Top Ten |                                                                                      |        |
| 2020  | Tric Trac de bronze | The Crew                                | Thomas Sing                                                                       | Marco Armbruster                                                              | Iello                                                   | [kosmopoli:t], Barrage, Fiesta de los Muertos, Trek 12, Conspiracy (Abyss Universe), Cryptide, Top Ten |                                                                                      |        |
| 2021  | Tric Trac d’or      | Dune: Imperium                          | Paul Dennen                                                                       | Nate Storm et Clay Brooks                                                     | Dire Wolf Digital                                       | Nouvelles ContRées, Sobek 2 joueurs, Le Dilemme du Roi, Happy City, Lueur, Iki : a game of Edo artisans, 7 Wonders : Architects. |                                                                                      |        |
| 2021  | Tric Trac d'argent  | Les Ruines Perdues de Narak             | Elwen et Min                                                                      | Jiří Kůs, Ondřej Hrdina, Jakub Politzer, František Sedláček et Milan Vavroň   | Iello                                                   | Nouvelles ContRées, Sobek 2 joueurs, Le Dilemme du Roi, Happy City, Lueur, Iki : a game of Edo artisans, 7 Wonders : Architects. |                                                                                      |        |
| 2021  | Tric Trac de bronze | Codex Naturalis                         | Thomas Dupont                                                                     | Maxime Morin (Nimro)                                                          | Bombyx                                                  | Nouvelles ContRées, Sobek 2 joueurs, Le Dilemme du Roi, Happy City, Lueur, Iki : a game of Edo artisans, 7 Wonders : Architects. |                                                                                      |        |
| 2022  | Tric Trac d’or      | Ark Nova                                | Mathias Wigge                                                                     | Steffen Bieker, Loïc Billiau, Dennis Lohausen, Christof Tisch                 | Feuerland Spiele (de), Super Meeple (édition française) | Prix par catégorie : Enfants : 1. La colline aux feux follets 2. Mysterium Kids 3. Bubble Stories Barrage. Duo : 1. Splendor Duel 2. District Noir 3. Tokkaïdo Duo. Famille : 1. Akropolis 2. Sea Salt & Paper 3. Challengers ! Jeux d'ambiance : 1. Super méga lucky box 2. Maudit Mot Dit 3. Stella (Dixit Universe). Initié : 1. Heat 2. Living Forest (ex aequo) 2. Turing Machine (ex aequo). Expert : 1. Ark Nova 2. Gloomhaven Jaws of the Lion 3. Virtù |                                                                                      | [ 23 ] |
| 2022  | Tric Trac d'argent  | Splendor Duel                           | Marc André et Bruno Cathala                                                       | Davide Tosello                                                                | Space Cowboys                                           | Prix par catégorie : Enfants : 1. La colline aux feux follets 2. Mysterium Kids 3. Bubble Stories Barrage. Duo : 1. Splendor Duel 2. District Noir 3. Tokkaïdo Duo. Famille : 1. Akropolis 2. Sea Salt & Paper 3. Challengers ! Jeux d'ambiance : 1. Super méga lucky box 2. Maudit Mot Dit 3. Stella (Dixit Universe). Initié : 1. Heat 2. Living Forest (ex aequo) 2. Turing Machine (ex aequo). Expert : 1. Ark Nova 2. Gloomhaven Jaws of the Lion 3. Virtù |                                                                                      | [ 23 ] |
| 2022  | Tric Trac de bronze | Akropolis                               | Jules Messaud                                                                     | Pauline Detraz                                                                | Gigamic                                                 | Prix par catégorie : Enfants : 1. La colline aux feux follets 2. Mysterium Kids 3. Bubble Stories Barrage. Duo : 1. Splendor Duel 2. District Noir 3. Tokkaïdo Duo. Famille : 1. Akropolis 2. Sea Salt & Paper 3. Challengers ! Jeux d'ambiance : 1. Super méga lucky box 2. Maudit Mot Dit 3. Stella (Dixit Universe). Initié : 1. Heat 2. Living Forest (ex aequo) 2. Turing Machine (ex aequo). Expert : 1. Ark Nova 2. Gloomhaven Jaws of the Lion 3. Virtù |                                                                                      | [ 23 ] |